# Grammia pseudoliturata
Grammia pseudoliturata är en fjärilsart som beskrevs av Franz Dannehl 1928. Grammia pseudoliturata ingår i släktet Grammia och familjen björnspinnare. Inga underarter finns listade i Catalogue of Life.